# اماسينو
أماسينو (لهجة محلية: ماسي) هي كومونا (بلدية) في مقاطعة فروزينوني في منطقة لاتسيو الإيطالية، وتقع على بعد حوالي 100 كيلومتر (62 ميل) جنوب شرق روما وحوالي 30 كيلومتر (19 ميل) جنوب فروزينوني، الواقعة في منطقة جبل مونتي ليبيني. سكانها هم في المقام الأول من المزارعين.
القرية قديمة جدا وسميت في الإنيد . وهاجر العديد من سكان أماسينو إلى الولايات المتحدة الأمريكية وكندا وأمريكا الجنوبية (خاصة إلى البرازيل).

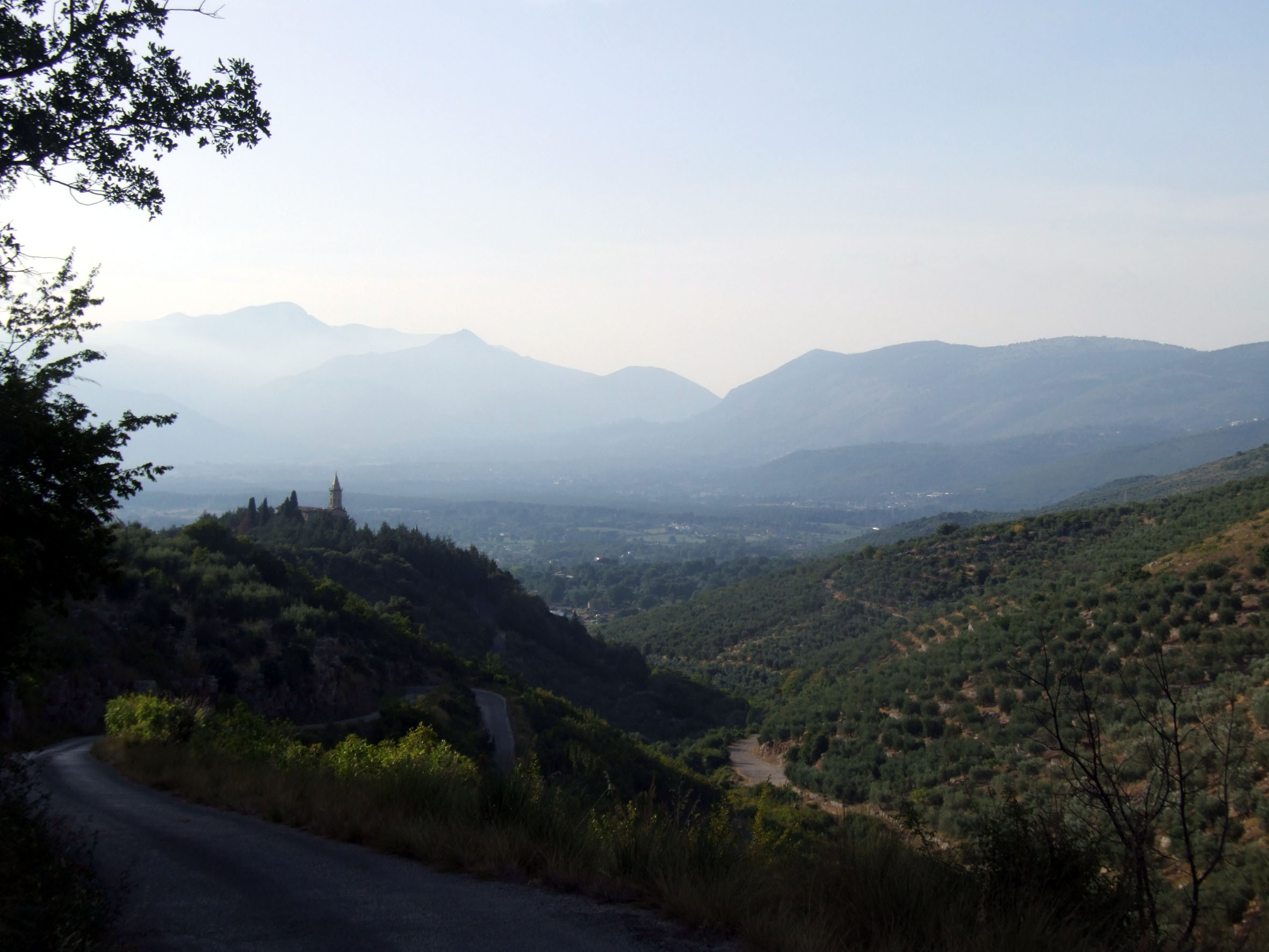
أوريكولا

## المعالم السياحية الرئيسية
تضم القرية العديد من المعالم السياحية منها الكنيسة الكاثوليكية الواقعة في وسط القرية، وشارع القديسة ماري من أماسينو، وتضم بقايا منازل القديس لورانس الشماس الروماني القديم الذي استشهد في القرن الثالث، ويوجد هناك قنينة من دماء الشهيد وتذوب كل 10 آب في يوم عيده، وهو اليوم الذي يُذكر فيه استشهاده. تم التحقق من احتواء قنينة وعاء الذخائر على دم حقيقي، إلى جانب قطعة من الجلد وبعض الدهون والرماد. تم تكريس الكاتدرائية عام 1165 ومنذ ذلك الحين عُرفت القرية باسم «وادي سانت لورانس»، حيث تقع القرية في واد يشبه المدرج.

## اقتصاد
يعد جبن موزاريلا جاموس الماء هو المنتج الغذائي الرئيسي في اماسينو وتشمل المنتجات الهامة الأخرى زيت الزيتون والمارزولينا وهي جبنة خاصة مصنوعة من حليب الماعز.

## المدن التوأم
- San Lorenzello, Italy

## روابط خارجية
- الموقع الرسمي
- www.amasenoonline.com